# 向かい干支
向かい干支（むかいえと）とは、自分の生まれ年にあたる干支から数えて七番目にあたる十二支の動物（十二支を円状に配した場合、自分の干支と向かいあわせになる動物）のこと。裏干支、逆さ干支、守り干支とも。
向かい干支を大切にし、身辺にその柄をあしらったものを持つようにすると幸福が訪れるとする俗信が江戸時代からあった。泉鏡花が兎の柄のついたものを大切にしたという逸話がある。